# Claudio De Sousa
Claudio De Sousa (*Roma, Italia, 10 de agosto de 1985), futbolista italiano, con ascendencia angolana. Juega de delantero y su primer equipo fue SS Lazio.
- Datos: Q3680011
- Multimedia: Claudio De Sousa / Q3680011